# 10524 Maniewski
10524 Maniewski este un asteroid din centura principală de asteroizi.

## Descriere
10524 Maniewski este un asteroid din centura principală de asteroizi. A fost descoperit pe 22 septembrie 1990 la Observatorul La Silla de Eric Walter Elst. Asteroidul prezintă o orbită caracterizată de o semiaxă mare de 2,24 ua, o excentricitate de 0,11 și o înclinație de 6,5° în raport cu ecliptica.